# Flávio Conceição
Flávio da Conceição (Santa Maria da Serra, 12 de junio de 1974) es un exfutbolista brasileño que jugaba de centrocampista. A mediados de la década de 1990, tuvo un destacado paso por Palmeiras que derivó en su fichaje por el Deportivo de La Coruña y, más tarde, el Real Madrid. Fue internacional con la selección brasileña y ganó tres títulos.

## Carrera
Flávio da Conceição nació en el municipio de Santa Maria da Serra, en el estado de São Paulo, el 12 de junio de 1974. Comenzó su carrera en Rio Branco, donde jugó entre 1992 y 1993, después de ser parte de una generación histórica de jugadores formados en las categorías juveniles, llevada a cabo por Cilinho.
En julio de 1993, fue cedido a Palmeiras a cambio de cincuenta mil dólares y, tras convertirse en un jugador fundamental para Ademir Chiarotti, el club compró su pase a comienzos del siguiente año y pagó otros 450 000 dólares. Realizó su debut el 24 de julio de 1993 en una derrota por 3-1 ante el Flamengo y marcó su primer gol 16 de julio de 1994, en una victoria por 4-0 sobre Yokohama Flügels. Ya con Vanderlei Luxemburgo de entrenador, ganó dos ediciones del campeonato brasileño, 1993 y 1994, dos Campeonatos Paulistas y el Torneo Río-São Paulo de 1993. Estuvo en este club hasta finales de 1996, jugó 142 partidos y anotó siete goles.
El 8 de septiembre de 1996, se anunció su fichaje por el Deportivo de La Coruña por un precio de 6,5 millones de dólares, pero no se unió al equipo sino hasta diciembre. Fue el centrocampista defensivo titular en la temporada 1999-00, donde el club obtuvo el primer título de liga de su historia. El 1 de agosto de 2000, se oficializó su traspaso al Real Madrid por 24,5 millones de euros, donde no tuvo un buen rendimiento e integró la plantilla durante tres temporadas. Ganó seis títulos, entre ellos la Liga de Campeones de la UEFA 2001-02. El 29 de julio de 2003, fue cedido al Borussia Dortmund, en el que disputó dieciséis encuentros y anotó un gol.
A mediados de 2004, fue transferido al Galatasaray, donde fue campeón de la Copa de Turquía 2004-05. Un año después, firmó con el Panathinaikos griego por tres temporadas, pero el 25 de enero de 2006 le rescindieron el contrato. Se retiró a los treinta y dos años, debido a problemas de lesiones, y en 2009 compró el Nova Odessa Atlético Clube.
Con la selección brasileña, realizó su debut el 8 de noviembre de 1995 en un amistoso contra Argentina que terminó 1-0 a su favor. Al año siguiente, obtuvo la medalla de bronce de los Juegos Olímpicos de Atlanta y disputó la final de la Copa de Oro, que perdieron con México. En 1997, ganó la Copa Confederaciones y la Copa América. En 1998, fue convocado a la Copa de Oro, en la que los brasileños salieron terceros tras derrotar a Jamaica, y a la Copa del Mundo, pero fue desafectado debido a una lesión en la rodilla. En 1999, ganó la Copa América y obtuvo el subcampeonato de la Copa Confederaciones.

### Participaciones en Copas América
| Copa              | Sede     | Resultado |
| ----------------- | -------- | --------- |
| Copa América 1997 | Bolivia  | Campeón   |
| Copa América 1999 | Paraguay | Campeón   |

### Participaciones en Copas Confederaciones
| Copa                      | Sede           | Resultado  |
| ------------------------- | -------------- | ---------- |
| Copa Confederaciones 1997 | Arabia Saudita | Campeón    |
| Copa Confederaciones 1999 | México         | Subcampeón |

### Participaciones en Copas de Oro
| Copa             | Sede           | Resultado     |
| ---------------- | -------------- | ------------- |
| Copa de Oro 1996 | Estados Unidos | Subcampeón    |
| Copa de Oro 1998 | Estados Unidos | Tercer puesto |

## Clubes
| Club                   | País     | Año       |
| ---------------------- | -------- | --------- |
| Rio Branco             | Brasil   | 1992-1993 |
| Palmeiras              | Brasil   | 1993-1996 |
| Deportivo de La Coruña | España   | 1996-2000 |
| Real Madrid            | España   | 2000-2003 |
| Borussia Dortmund      | Alemania | 2003-2004 |
| Galatasaray            | Turquía  | 2004-2005 |
| Panathinaikos          | Grecia   | 2005-2006 |

## Palmarés

### Campeonatos regionales
| Título               | Club      | País   | Año  |
| -------------------- | --------- | ------ | ---- |
| Torneo Río-São Paulo | Palmeiras | Brasil | 1993 |
| Campeonato Paulista  | Palmeiras | Brasil | 1994 |
| Campeonato Paulista  | Palmeiras | Brasil | 1996 |

### Campeonatos nacionales
| Título               | Club                   | País    | Año     |
| -------------------- | ---------------------- | ------- | ------- |
| Campeonato Brasileño | Palmeiras              | Brasil  | 1993    |
| Campeonato Brasileño | Palmeiras              | Brasil  | 1994    |
| Primera División     | Deportivo de La Coruña | España  | 1999-00 |
| Primera División     | Real Madrid            | España  | 2000-01 |
| Supercopa de España  | Real Madrid            | España  | 2001    |
| Primera División     | Real Madrid            | España  | 2002-03 |
| Copa de Turquía      | Galatasaray            | Turquía | 2004-05 |

### Campeonatos internacionales
| Título                       | Equipo (*)          | País     | Año     |
| ---------------------------- | ------------------- | -------- | ------- |
| Juegos Olímpicos             | Selección de Brasil | Atlanta  | 1996    |
| Copa América                 | Selección de Brasil | La Paz   | 1997    |
| Copa Confederaciones         | Selección de Brasil | Riad     | 1997    |
| Copa América                 | Selección de Brasil | Asunción | 1999    |
| Liga de Campeones de la UEFA | Real Madrid         | Glasgow  | 2001-02 |
| Supercopa de la UEFA         | Real Madrid         | Mónaco   | 2002    |
| Copa Intercontinental        | Real Madrid         | Tokio    | 2002    |

(*) Incluye la selección